# Saracura-matraca
Saracura-matraca (nome científico: Rallus longirostris) é uma espécie de ave da família dos ralídeos. Seus habitats naturais são manguezais tropicais ou subtropicais, florestas e salinas costeiras. Está ameaçada pela perda de habitat, embora sua classificação pela União Internacional para a Conservação da Natureza (IUCN) seja "pouco preocupante".

## Nomes populares
O nome saracura-matraca foi selecionado como nome vernáculo técnico para a espécie pelo Comitê Brasileiro de Registros Ornitológicos (CBRO) em 2021.

## Características
Mede em média 30 centímetros e apresenta coloração geral marrom com o lado do corpo riscado de negro e com um bico amarelado.

## Subespécies
São reconhecidas sete subespécies:
- Rallus longirostris longirostris (Boddaert, 1783) - ocorre na região costeira da Guiana, Suriname e Guiana Francesa;
- Rallus longirostris phelpsi (Wetmore, 1941) - ocorre no extremo nordeste da Colômbia, na região de Guajira e no noroeste da Venezuela, na região de Miranda;
- Rallus longirostris dillonripleyi (Phelps, Jr & Aveledo, 1987) - ocorre no extremo nordeste da costa da Venezuela, na região de Sucre;
- Rallus longirostris margaritae (Zimmer & Phelps, 1944) - ocorre na ilha Margarita, na costa da Venezuela;
- Rallus longirostris pelodramus (Oberholser, 1937) - ocorre na Iilha de Trindade, no Caribe;
- Rallus longirostris crassirostris (Lawrence, 1871) - ocorre na região costeira do leste do Brasil, do estuário do rio Amazonas até o estado de Santa Catarina;
- Rallus longirostris cypereti (Taczanowski, 1878) - ocorre da região costeira do sudoeste da Colômbia até o Equador e no noroeste do Peru, na região de Tumbes.